# Civil Aviation Authority

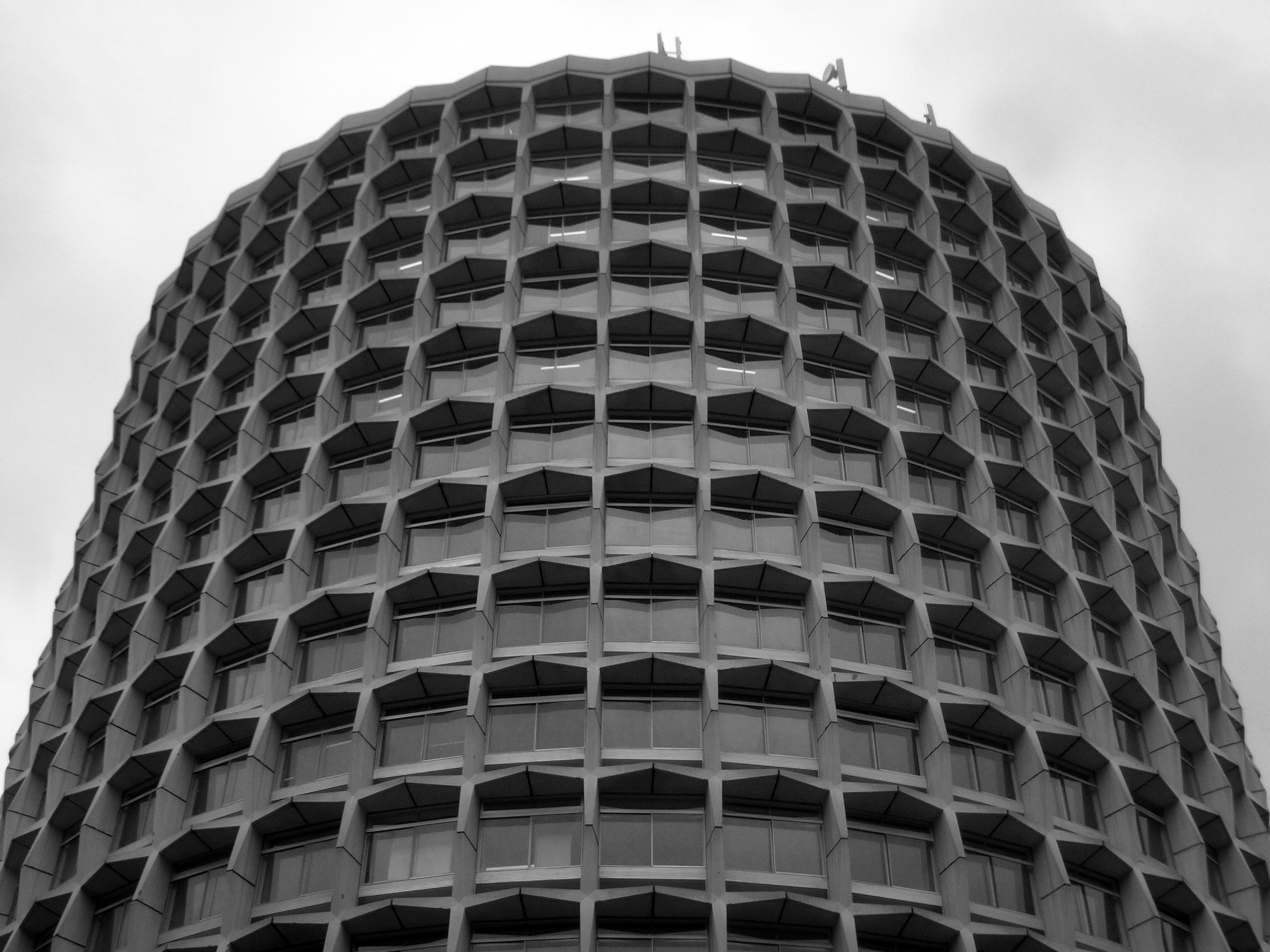
Sede della Civil Aviation Authority a Londra

La Civil Aviation Authority (CAA) è un ente di diritto pubblico (statutory corporation) ed è stato istituito dal Parlamento britannico nel 1972 come un regolatore indipendente specializzato nel campo aeronautico e fornitore di servizi di traffico aereo. La CAA è l'ente del Regno Unito incaricato di regolare e sovrintendere ad ogni aspetto riguardante l'aviazione civile.